# Hoplistoscelis
Hoplistoscelis is een geslacht van wantsen uit de familie van de Nabidae (Sikkelwantsen). Het geslacht werd voor het eerst wetenschappelijk beschreven door Odo Reuter in 1890 .

## Soorten
Het genus bevat de volgende soorten:

- Hoplistoscelis confusa Kerzhner & Henry, 2008
- Hoplistoscelis dentipes (Harris, 1928)
- Hoplistoscelis heidemanni (Reuter, 1908)
- Hoplistoscelis hubbelli (Hussey, 1953)
- Hoplistoscelis nigriventris (Stål, 1862)
- Hoplistoscelis pallescens (Reuter, 1872)
- Hoplistoscelis sericans (Reuter, 1872)
- Hoplistoscelis sordidus (Reuter, 1872)